# رالف إل. توماس
رالف إل. توماس هو كاتب سيناريو ومخرج برازيلي، ولد في 8 سبتمبر 1939 في ساو لويز في البرازيل.

## وصلات خارجية
- رالف إل. توماس على موقع IMDb (الإنجليزية)
- رالف إل. توماس على موقع ألو سيني (الفرنسية)
- رالف إل. توماس على موقع أول موفي (الإنجليزية)
- رالف إل. توماس على موقع قاعدة بيانات الأفلام السويدية (السويدية)
- رالف إل. توماس على موقع قاعدة بيانات الفيلم (الإنجليزية)
- رالف إل. توماس على موقع كينوبويسك (الروسية)